# Les Secrets de la mer Rouge
Pour la série télévisée, voir Les Secrets de la mer Rouge (série télévisée).
Les Secrets de la mer Rouge est un récit autobiographique français écrit par Henry de Monfreid, publié en 1931 aux éditions Grasset. 

## Résumé
Les aventures de Henry de Monfreid quand il était apprenti chasseur de perles et trafiquant d'armes dans la corne de l'Afrique en 1914. C'est dans le détroit de Bab-el-Mandeb, entre l'île de Périm et le Yémen, plus précisément dans le canal oriental de Bab Iskender, que Henry de Monfreid promet de se faire musulman après que son bateau a failli couler.
L'ouvrage s'achève sur la saisie de son bateau et une peine de six mois d'emprisonnement, réduite à trois mois en échange de sa mobilisation forcée pour la guerre et son retour en France.
Premier récit autobiographique de l'auteur, cette œuvre donne une peinture acide des mœurs coloniales françaises. Monfreid se dépeint comme un champion de l'honneur à l'ancienne et de la cause de la France éternelle.

## Adaptation au cinéma et à la télévision
- 1937 : Les Secrets de la mer Rouge, film français de Richard Pottier, avec Harry Baur ;
- 1968-1975 : Les Secrets de la mer Rouge, série télévisée française réalisée par Claude Guillemot et Pierre Lary, avec Pierre Massimi.